# Метастазирование
Метастази́рование (др.-греч. μετάστασις — перемещение) — процесс образования вторичных очагов опухолевого роста (метастазы) в результате распространения клеток из первичного очага в другие ткани.
Образование метастазов — основной критерий злокачественности опухоли. Именно наличие метастаз делает полное излечение от злокачественной опухоли невозможным без удаления метастатических узлов. Часто опухоли бывают неизлечимы именно из-за поражения метастазами жизненно важных органов (печени, головного мозга и др.).

## Механизм
Механизм образования метастаз сложен и до конца не изучен. В его основе лежит как активация в опухолевой клетке способности к миграции, так и перестройка сосудов, питающих опухоль.
В норме миграция присуща стволовым клеткам и лейкоцитам крови. Опухолевая клетка вследствие нарушения дифференцировки (анаплазия) по свойствам приближается к стволовой. Миграцию стимулируют особые белки — факторы роста. Данные факторы выделяются спонтанно либо под действием гипоксии как самими опухолевыми клетками, так и клетками стромы (фибробластами). Более того, онкобелки (продукты онкогенов) часто сами являются компонентами внутриклеточного пути передачи сигнала, исходящего от фактора роста. В таком случае активация миграции клеток извне не нужна.
Особенность опухолевых капилляров — отсутствие базальной мембраны и перицитов. В отдельных капиллярах нет даже эндотелия и стенку сосуда образуют опухолевые клетки.
Не существует также зависимости метастазирования от размеров опухоли: некоторые опухоли, первичный узел которых бывает еле виден невооружённым глазом, дают обширные метастазы по всему организму. В то же время ряд опухолей, обладающих местнодеструктирующим ростом (например, базалиома), метастаз не дают.

### Этапы метастазирования
1. Интравазация — проникновение опухолевых клеток в просвет кровеносного или лимфатического сосуда;
2. Диссеминация — перенос опухолевых клеток током крови или лимфы;
3. Эмболия — остановка опухолевых клеток на новом месте;
4. Экстравазация — выход опухолевых клеток в периваскулярную ткань;
5. Рост метастазы.

## Виды метастаз
Исходя из путей метастазирования, выделяют следующие виды метастаз:
- Лимфогенные — по лимфатическим сосудам в регионарные лимфоузлы, характерны для опухолей эпителиального происхождения (карцинома); Лимфоузлы поражаются, как правило, в порядке удаления от основного узла опухоли.
- Гематогенные — по кровеносным сосудам в любые органы, характерны для опухолей соединительнотканного происхождения (саркома); Опухоли органов, дренируемых воротной веной (непарные органы брюшной полости), часто дают метастазы в печень. Все опухоли могут метастазировать в легкие, так как большинство эмболов не проходит через легочные капилляры. Для некоторых онкозаболеваний характерна органоспецифичность метастаз, необъяснимая исходя только из законов эмболии.
- Имплантационные — распространяющиеся по организму через непосредственный контакт источника опухолевых клеток с воспринимающей поверхностью (например, с висцерального листка брюшины на париетальный)
- Интраканаликулярные — распространение опухолевых клеток по различным анатомическим пространствам, каналам, щелям (например, периневральное метастазирование)